# Слобода-Гулевская
Слобода-Гулевская (укр. Слобода-Гулівська) — село в Барском районе Винницкой области Украины.
Код КОАТУУ — 0520281403. Население по переписи 2001 года составляет 344 человека. Почтовый индекс — 23042. Телефонный код — 4341.
Занимает площадь 1,476 км².

## Адрес местного совета
23042, Винницкая область, Барский р-н, с. Гули